# World of Warcraft: Dragonflight
World of Warcraft: Dragonflight (укр. Світ Військового ремесла: Драконяча зграя) — дев'яте доповнення до відеогри World of Warcraft, анонсоване 19 квітня 2022 року та випущене 28 листопада того ж року.

## Сюжет

### Синопсис
«Дракони Азероту відгукнулися на заклик і повернулися, щоб захистити свою батьківщину, Драконячі острови. Магія стихій та енергія життя Азероту наповнюють Драконячі острови, що знову прокинулися, і тепер вам належить досліджувати їх первісні чудеса і розкрити давно забуті таємниці.»

## Нововведення

### Максимальний рівень
Максимальний рівень підвищений до 70-ого, що є першим підвищенням рівнів ігрових персонажів з їхнього «стиснення» в доповненні Shadowlands.

### Раси та класи
У доповненні Dragonflight буде доступний новий клас — пробудник — та нова ігрова раса — драктири. Це є комбінацією раси й класу, чого ще не було представлено за всю історію гри. Тобто пограти за пробудника персонажами інших рас не вийде, так само як і створити драктира іншого класу. Пробудник є героїчним класом та розпочинає гру одразу на 58 рівні. Подібно до пандаренів з доповнення Mists of Pandaria, після проходження вступного ланцюжка завдань вони зможуть приєднатися як до Альянсу, так і до Орди, індивідуально за бажанням гравця.

### Професії
Буде оновлено систему професій, що дозволить гравцям розміщувати робочі замовлення, де вони можуть доручити створення предметів іншим гравцям.

### Система польотів
У грі буде представлена нова функція, яка дозволить гравцям приручити одного з чотирьох драконів, якого вони зможуть використовувати в новій системі польоту. Польоти будуть доступні з самого початку розширення, без необхідності досягати максимального рівня.

### Система талантів
Отримуйте спеціальні очки за кожен новий рівень та розвивайте за їх допомогою два унікальні «дерева талантів». У деревах класових талантів представлені корисні навички класу, а дерева спеціалізацій містять таланти, що підсилюють бойові можливості та зцілення.

### Інтерфейс
У доповненні Dragonflight буде перероблений інтерфейс і додана можливість змінювати його індивідуально.

### Локації
У доповненні Dragonflight була додана локація Драконячі острови, що поділені на чотири зони: Безсонні береги, Поля Он'ари, Азурний розмах, Тальдразус і Заборонений острів.

#### Підземелля та рейди
- Рубінові басейни життя[16]
- Нельтарус[17]
- Лощина Брекенгайд[18]
- Лазурний сховок[19]
- Наступ Нохуд[20]
- Ульдаман: Спадщина Тіра[21]
- Зали інфузій[22]
- Альґетарова академія[23]

### Торговельна лавка
У цьому місці продаються косметичні товари, деякі з яких раніше можна було придбати лише за готівку, які оновлюватимуться щомісяця.

## Розробка

### Випуск
Дев'яте доповнення під назвою Dragonflight було анонсоване 19 квітня 2022 року. Відкрите альфа-тестування для гравців розпочалося 14 липня.

## Огляди
| Агрегатор  | Оцінка |
| ---------- | ------ |
| Metacritic | 84/100 |

| Видання        | Оцінка |
| -------------- | ------ |
| PC Gamer (США) | 80/100 |

Dragonflight отримала «загалом схвальні» відгуки, отримавши 84 бали на Metacritic.
PC Gamer оцінив доповнення на 80/100, стверджуючи, що хоча доповнення не було «захоплюючим», воно відчувалося як «свіжий старт для відеогри 20-річної давнини».
Screen Rant назвав Dragonflight «переконливою» і «фантастичною», оцінивши гру в 9/10, хоча вони відзначили, що «попри усі нововведення, зрештою, це та сама гра, добре це чи погано».
Destructoid оцінив її на 85/100, стверджуючи, що «як Legion відірвав гравців від суворої Warlords of Draenor, так і WoW знову повстала з попелу», і цю думку поділяють багато видань та фанатів, порівнюючи її з Shadowlands.